# Doctor Victor
Doctor Victor je česká rocková skupina, která vznikla v Praze v roce 2012.  Své první album nazvané 1st Prescription kapela vydala v březnu 2016. V roce 2016 si Doctor Victor vybrala za předkapelu australská skupina AC/DC pro svůj pražský koncert v rámci turné Rock Or Bust. Roku 2017 kapela nahrává ve skotském Dumferline sólové album pro zpěváka Dana McCaffertyho, známeho především z kapely Nazareth.
V roce 2018 vydala singl StandUP který se dostal do TOP 6 Eurovize 2018 v České republice. Ve stejném roce slaví úspěch i za oceánem: se skladbou „Can’t Stop Rock’n’Roll“, kterou Vojtěch Bureš kompletně nahrál, otextoval, nazpíval a produkoval, se Doctor Victor stává finalistou prestižního John Lennon Songwriting Contestu v New Yorku.
Kapela má za sebou spolupráci s hvězdami světového formátu – bubeníkem Jonathanem Moffettem (Michael Jackson, Madonna) či basistkou Idou Nielsen (Prince). Naživo uchvátila publikum ve Spojených státech, Velké Británii, Německu, Francii i Polsku.
V roce 2025 Doctor Victor nahrává nové studiové album 2nd Prescription, které Vojtěch Bureš nahrál v ikonickém Abbey Road Studios v Londýně.
Mimo koncertní pódia kapela rozvíjí i vzdělávací projekt Doctor Victor Music Academy a Music Bus - hudebky na kolečkách, v rámci kterého upravený tourbus s nahrávacím studiem a učebnou objíždí školy po celé republice a pomáhá objevovat a podporovat mladé hudební talenty. Projekt přináší hudbu i tam, kde by jinak nebyla, včetně regionů se ztíženým přístupem ke kultuře a vzdělání.
Doctor Victor je držitelem evropské i britské ochranné známky.

## Sestava
- Victor - zpěv, kytara
- Pete - basa
- Tom - bicí